# Kätkijärvet (Karesuando socken, Lappland)
Kätkijärvet är en sjö i Kiruna kommun i Lappland och ingår i Torneälvens huvudavrinningsområde. Sjön har en area på 0,252 kvadratkilometer och ligger 729,1 meter över havet.

## Delavrinningsområde
Kätkijärvet ingår i det delavrinningsområde (764174-170013) som SMHI kallar för Utloppet av 763997-170167. Medelhöjden är 753 meter över havet och ytan är 7,41 kvadratkilometer. Räknas de 2 avrinningsområdena uppströms in blir den ackumulerade arean 29,57 kvadratkilometer. Vutnesj-Jåkkå som avvattnar avrinningsområdet har biflödesordning 4, vilket innebär att vattnet flödar genom totalt 4 vattendrag innan det når havet efter 492 kilometer. Avrinningsområdet består mestadels av sankmarker (35 procent) och kalfjäll (59 procent). Avrinningsområdet har 0,45 kvadratkilometer vattenytor vilket ger det en sjöprocent på 6,1 procent.